# Pasjača (okręg toplicki)
Pasjača (cyr. Пасјача) – wieś w Serbii, w okręgu toplickim, w mieście Prokuplje. W 2011 roku liczyła 27 mieszkańców.